# Pierre Desiré Zebli
Pierre Desiré Zebli, né le 6 décembre 1997, est un footballeur ivoirien. Il évolue actuellement au FK Tsarsko Selo Sofia, au poste de Milieu défensif.

## Biographie

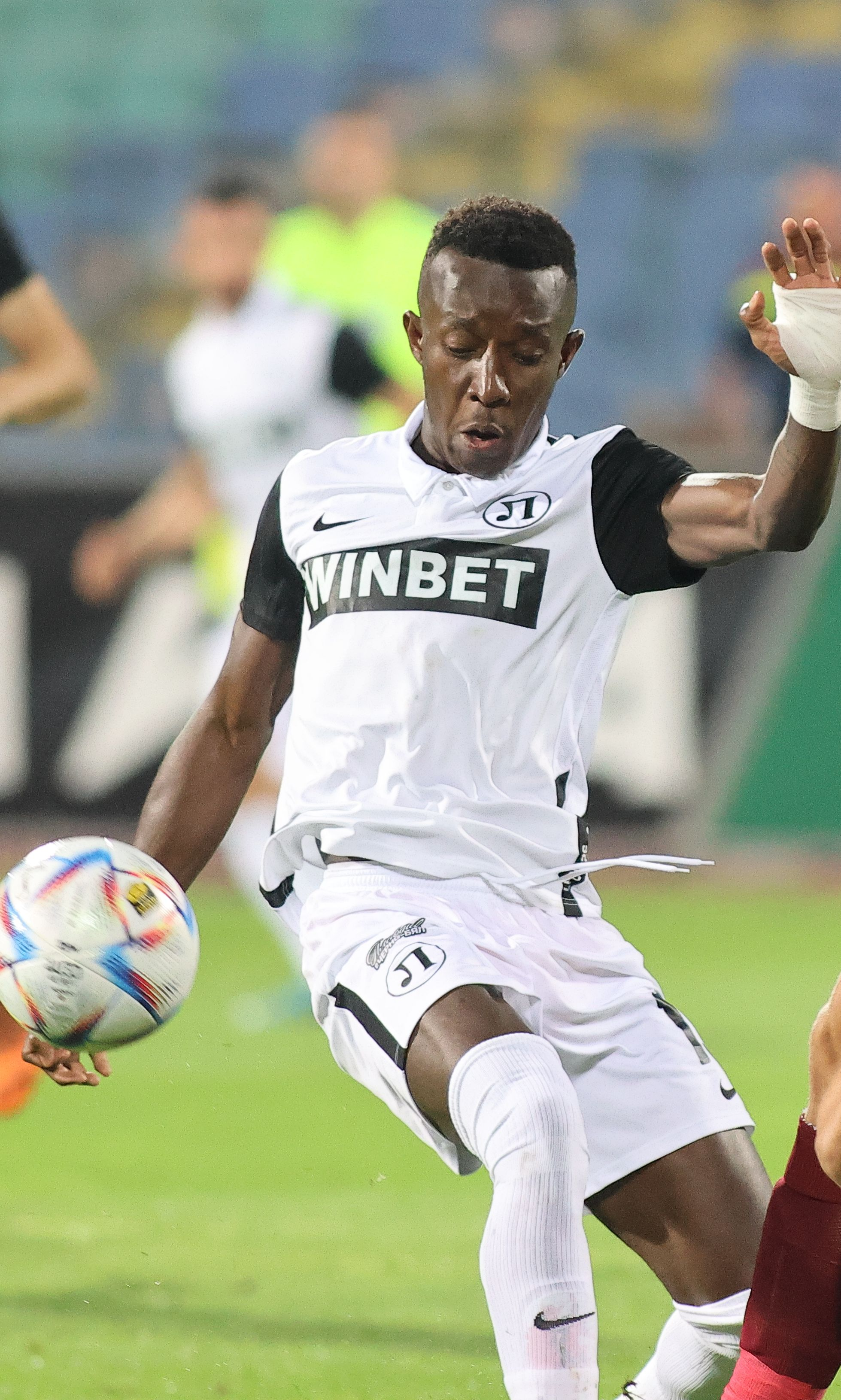

Arrivé en Italie en provenance de la Côte d'Ivoire pour rejoindre son père, Zebli a commencé à jouer au football à l'âge de 12 ans avec l'AC Bastia 1924. Au club de l'Ombrie, où il a joué pendant trois saisons, il a été observé de près par les recruteurs de l'Inter de Milan, avec qui il a effectué plusieurs essais. Le transfert définitif à Milan a eu lieu le 1er juillet 2012 lorsque Zebli a officiellement rejoint les Allievi Regionali des Nerazzurri. Dans le secteur des jeunes de l'Inter, où il a joué jusqu'au 30 juin 2015, l'Ivoirien a eu du mal à trouver le bon espace pour sa croissance footballistique et, pour cette raison, a décidé de retourner dans sa maison italienne, l'Ombrie, en étant envoyé en prêt à l'AC Perugia Calcio jusqu'en 2017.
Le 31 janvier 2017, il s'engage jusqu'en 2022 avec le KRC Genk. Il remplace Wilfred Ndidi, parti à Leicester City.

## Statistiques
| Saison                | Club                  | Championnat           | Championnat | Championnat | Coupe(s) nationale(s) | Coupe(s) nationale(s) | Compétition(s) continentale(s) | Compétition(s) continentale(s) | Compétition(s) continentale(s) | Total | Total |
| Saison                | Club                  | Division              | M.          | B.          | M.                    | B.                    | Comp.                          | M.                             | B.                             | M.    | B.    |
| 2014-2015             | AC Pérouse Calcio     | Serie B               | 1           | 0           | 0                     | 0                     | -                              | 0                              | 0                              | 1     | 0     |
| 2015-2016             | AC Pérouse Calcio     | Serie B               | 28          | 0           | 0                     | 0                     | -                              | 0                              | 0                              | 28    | 0     |
| 2016-2017             | AC Pérouse Calcio     | Serie B               | 20          | 0           | 2                     | 0                     | -                              | 0                              | 0                              | 22    | 0     |
| Sous-total            | Sous-total            | Sous-total            | 49          | 0           | 2                     | 0                     | -                              | 0                              | 0                              | 51    | 0     |
| 2016-2017             | KRC Genk              | Jupiler Pro League    | 0           | 0           | 0                     | 0                     | C3                             | 0                              | 0                              | 0     | 0     |
| Sous-total            | Sous-total            | Sous-total            | 0           | 0           | 0                     | 0                     | -                              | 0                              | 0                              | 0     | 0     |
| Total sur la carrière | Total sur la carrière | Total sur la carrière | 49          | 0           | 2                     | 0                     | -                              | 0                              | 0                              | 51    | 0     |